# ASPTT Nantes
L'ASPTT Nantes regroupe en 2024 plus de 3 800 pratiquants dans une trentaine d'activités sportives. C'est le plus gros Club Omnisports de Nantes, et un des plus importants du Grand Ouest français,,.
Le Club fédère plus de vingt sections sportives, dont plusieurs sont de haut-niveau.
| \| Nantes \| Club Omnisports basé à Nantes. |
| Nantes                                      |

## Historique
Le club a été fondé en 1943 par Constant Pasquier. Les plus anciennes sections sont le basket-ball, la natation, le sauvetage, et le football. Le club est membre de la Fédération sportive des ASPTT.

### Les anciens Présidents et Présidents Généraux
- 1943  M. Tabarly
- 1948  M. Saché
- 1957  M. Bouvet
- 1961  M. Bouvet, Président Général
  - M. Chauvel, Président
- 1965  M. Bouvet, P.G.
  - M. Bourreau, P.
- 1968  M. Bouvet, P.G.
  - M. Boucault, P.
- 1969  M. Bouvet, P.G.
  - M. Lebrun, P.
- 1970  M. Chauvel, P.G.
- M. Lebrun, P.
- 1972  M. Chauvel, P.G.
- M. Thibaud, P.
- 1977  M. Boucault, P.G.
- 1990  M. Sallio, P.G.
- 1991  M. Boucault, P.G.
- 1994  M. Michon, P.G.
- 1996 M. Bernard Camus, P.G.
- 2012 M. Didier Dubreuil, P.G.
- 2016 M. Damien Le Roux P.G.
- 2020 M. Alain Nail, P.G.
  - M. Damien Le Roux, P. délégué
- 2024 : Mohamed Ridouani P.G
  - M. Damien Le Roux, P. délégué

#### Les anciens Secrétaires Généraux
- 1947 : M. Lauzevis
- 1954 : M. Legars
- 1955 : M. Pasquier
- 1972 : M. Fournier
- 1997 : M. Mallé
- 2000 : M. Minier
- 2011 : Mme. Fournier Géraud
- 2017 : M. Nail
- 2020 : Mme. Guérin
- 2024 : Mme Mouchenotte

## Activités sportives

### Sport et Santé
L'ASPTT Nantes propose d'améliorer ou d'entretenir sa santé par le sport. En 2016, le Comité régional olympique et sportif des Pays de la Loire a octroyé le label Sport et Santé à trois sections de l'ASPTT Nantes : athlétisme, natation, escalade.

### Haut-niveau
Le club regroupe aujourd'hui plusieurs clubs de haut niveau labellisés « Nantes Sport Qualité » par l'OMS et la ville de Nantes dont le karaté, la natation, le basket-ball...

#### Palmarès contemporain
- Julien Bontemps : Champion du Monde, d'Europe, et vice-champion Olympique en voile RS:X et Mistral, multiple Champion de France notamment en RS:X (2 années consécutives : 2009, 2010)
- Pierre Leboucher : 2e de la Coupe du monde de 470 en 2010, 3e en 2011, et ce avec Vincent Garos au trapèze.
- Équipe féminine de basket-ball, N2 en 2007
- Jean-François et Gwenaël Berthet, vice-champions du monde en voile 470 en 1993
- La section athlétisme enregistre de très bons résultats au niveau régional
- La section escalade a de bons résultats au niveau inter-régional et national en individuel (Ludovic Lefevre, 10e au classement national FFME, saison 2011) et par équipes (jeunes de l'UGSEL).
  - La section escalade se place 12e au classement national général de la saison 2012-2013, et produit régulièrement de bons résultats En 2015, c'est le 3e club au classement général.
- La natation compte plus de 1 000 adhérents et produit régulièrement de bons résultats
- Bréanne Robert, championne de France Junior Dame Escalade de difficulté 2017

#### Palmarès dans l'histoire
Retrouver l'historique du palmarès des ASPTT
- Jean-François et Gwenaël Berthet, champions du monde juniors de voile 470 en 1986
- Jean-François Berthet, champion du monde par équipe de voile catégorie Optimist en 1983
- Cyrille Guimard, champion de France de cyclisme sur route en junior en 1967
- Thérèse Guittet, championne de France de natation en bassin de 50 m du 50 m nage libre en 1992

#### Sportifs de haut-niveau
- Julien Bontemps

##### Espoirs
Jeunes sportifs de haut niveau
- Yosi Goasdoue  (5 000 m)
- Anthony Baumal  (Cross)
- Laura Valette (Athlétisme, record de France du 60m haie en salle dans sa catégorie, championne de France)
- Ludovic Lefevre (Escalade) a été sur les listes espoirs quand il était junior dans son ancien club
- Bréanne Robert (Escalade), no 1 française minime 2014
- Maëlys Agrapart (Escalade), no 3 française junior 2015

##### Passés par le club
- Laurent Viaud dans la section football
- Benoît Cauet dans la section football
- Nicolas Gillet dans la section football
- Guy Roland Ndy Assembe dans la section football
- Claire Leroy, navigatrice française
- Coraline Ribeil, championne de France junior dame en escalade de bloc 2017
- Laura Valette, spécialiste du 100 mètres haies

### Activités proposées
Un grand nombre d'activités sportives ont été ou sont encore proposées à l'ASPTT Nantes. En voici une liste relativement exhaustive.

#### Sports collectifs
- Badminton (2007)
- Basket-ball (1943)
- Football entreprise et corporatiste (1955)
- Handball (1950)
- Rugby à XV (1969-2013) devenu depuis le 31 mai 2014 le Rugby Saint-Herblain (RUSH)[12], dont l'ancien trésorier a détourné de l'argent à l'ASPTT pendant de nombreuses années, apportant un prétexte financier au départ de la section.
- Volley-ball (1946)

#### Sports individuels
- Athlétisme (1946)
  - En pratique libre sous l'appellation "Nantes terrain de jeux"
- Billard  (1960-1993, puis réouverture en 2018)
- Bowling (2002)
- Cyclisme (1947)
- Cyclotourisme
- Équitation (1974)
- Fitness
- Golf (1994)
- Gymnastique de maintien et d'entretien (1979)
- Multisports
- Pêche sportive (1996)
- Pétanque (1974)
- Sophrologie
- Tennis de table (1946)
- Triathlon (2018)
- Yoga (1982)

#### Sports de combat
- Judo (1952)
- Karaté (1986)

#### Sports de montagne et randonnée
- Escalade (1995)
- Randonnée pédestre (1995)
- Ski alpin, ski de fond (1970) et stages de ski

#### Sports d'eau
- Aquagym
- Natation (1943-?, puis recréation en 1970)
- Sauvetage secourisme (1943)
- Voile (1966-2016)
  - Voile croisière (section fermée en 2014)
  - Voile dériveur
  - Voile planche à voile
  - Voile régate

#### Sports n'étant plus proposés
- Boules (1947-1993)
- Équitation
- Montagne (1950-1995 par scission entre la randonnée et l'escalade)
- Motocross (1953-1993)
- Tennis (1952-2012 par fusion avec l'Union fraternelle Saint-Herblain tennis, création du Saint-Herblain Tennis-club)
- Rink hockey (1963-1993)
- Rugby à XV (1969-2013) devenu depuis le 31 mai 2014 le Rugby Saint-Herblain (RUSH)
- Voile (1966-2016)
- Pétanque

## Stades
L'ASPTT Nantes est encore propriétaire de certains équipements et stades, ou en usage exclusif, mais la plupart sont dorénavant des équipements municipaux :
- le Complexe Appert-Raspail (Salle Ovinet), basé à Nantes, dont le nom officiel est Salle Georges-Ovinet, président de la section Basket, décédé en 1974 à 36 ans[14]. Le complexe a été racheté par la commune fin 2012.
- la salle de Longchamp, basée à Nantes
- le stade de la Bergerie, basé à Saint-Herblain, acheté par la commune fin 2015
- le stade Constant-Pasquier-l'Orvasserie, basé à Saint-Herblain, porte en partie le nom du fondateur de l'ASPTT Nantes[15]
- la base nautique de la Plaine de Mazerolles, à Sucé-sur-Erdre, rachetée par la commune en 2011